# Genius (serie de televisión estadounidense)
Genius es una serie de televisión estadounidense de drama de época producida por National Geographic y desarrollada por Noah Pink y Kenneth Biller, que se estrenó el 25 de abril de 2017.
La primera temporada sigue la vida de Albert Einstein desde sus primeros años, pasando por su tiempo como empleado de la Oficina de patentes, hasta sus últimos años como físico que desarrolló la Teoría de la relatividad. La temporada se basa en el libro Einstein: Su Vida y Universo, de Walter Isaacson.
El 19 de abril de 2017, National Geographic renovó la serie para una segunda temporada. El tema de la segunda temporada fue revelado en las redes sociales del canal y trata sobre la vida del pintor Pablo Picasso interpretado por Antonio Banderas, que fue estrenada el 24 de abril de 2018. En abril de 2018, National Geographic renovó la serie para una tercera temporada, basada en la vida de la cantante estadounidense Aretha Franklin. Se estrenó en marzo de 2021.
En diciembre de 2020, la serie fue renovada por una cuarta temporada, que trata la vida de Martin Luther King Jr. y Malcolm X, la cual se estrenó directamente en Disney + el 1 de febrero de 2024.

## Sinopsis
La primera temporada se centra en el físico teórico Albert Einstein durante diferentes períodos de su vida en una narración no lineal: como empleado de patentes luchando para obtener un puesto de profesor y doctorado en sus primeros años, y como una mente más respetada por su desarrollo de la teoría de la relatividad. Geoffrey Rush y Johnny Flynn protagonizan el viejo y joven Einstein, respectivamente.

## Protagonistas

### 1.ª temporada: Albert Einstein
- Geoffrey Rush como viejo Albert Einstein.
- Johnny Flynn como joven Albert Einstein.
- Samantha Colley como Mileva Marić.
- Richard Topol como Fritz Haber.
- Michael McElhatton como Philipp Lenard.
- Emily Watson como Elsa Einstein.
- Claire Rushbrook como Pauline Einstein.
- Ralph Brown como Max Planck.

#### Recurrentes
| - Nicholas Rowe como Jost Winteler. - Jon Fletcher como Marcel Grossmann. - Alicia von Rittberg como Anna Winteler. - Silvina Buchbauer como Katharina Lenard. - Gwendolyn Ellis como young Elsa Einstein. - T. R. Knight como John Edgar Hoover. - Robert Lindsay como Hermann Einstein. - Helen Monks como Maja Einstein. - Lucy Farrett como Margot Einstein. - Lucy Russell como Frau Pauline Winteler. - Shannon Tarbet como Marie Winteler. - George Webster como Julius Winteler. - Joshua Akehurst como teenage Hans Albert. - Lucy Chappell como Rosa Winteler. - Nancy Crane como Eleanor Roosevelt. - Nikola Đuričko como Leó Szilárd. | - Taylor Frost como Paul Winteler. - Seth Gabel como Michele Besso. - Edan Hayhurst como Hans Albert. - Joshua Hogan como Mathias Winteler. - Klára Issová como Marie Curie. - Corrado Invernizzi como Pierre Curie. - Peter Jacobson como Chaim Weizmann. - Simon Kunz como Haller. - Thomas Morris como Ernst. - Eugene Simon como Eduard Einstein. - Zita Téby como Ilse Einstein. - Catherine McCormack como Marija Ružić–Marić. - Charity Wakefield como Betty. - Vincent Kartheiser como Raymond Geist. - Sally Dexter como vieja Mileva Marić. |

### 2.ª temporada: Pablo Picasso
- Antonio Banderas como Pablo Picasso.[4]
- Clémence Poésy como Françoise Gilot.
- Alex Rich como Pablo Picasso joven.
- Samantha Colley como Dora Maar.

#### Recurrente
| - Poppy Delevingne como Marie-Thérèse Walter. - Robert Sheehan como Carlos Casagemas. - David Wilmot como José Ruiz y Blasco. - Jordi Mollà como Salvador Ruiz. - Edward Akrout como Laurent Debienne. - Charlie Carrick como Manuel Pallarès. - Sebastian Roché como Emile Gilot. - Adrian Schiller como Jaime Sabartés. - Will Keen como Paul Rosenberg. - Alessio Scalzotto como Pablo Picasso (14 años). - Timothy Lyons como Pablo Picasso (9 años). - Maria Jose Bavio como María Picasso y López. - Aisling Franciosi como Fernande Olivier. - Stéphane Caillard como Geneviève Aliquot. - Bruno Paviot como Marcel. - Elena Martínez como Dolores. - T.R. Knight como Max Jacob. - Seth Gabel como Guillaume Apollinaire. - Tracee Chimo como Gertrude Stein. - Johnny Flynn como Alain Cuny. - Kerr Logan como Georges Braque. | - Tchéky Karyo como Henri Rousseau. - Jack Brett Anderson como Géry Pieret. - Eileen O'Higgins como Eva Gouel. - Gerran Howell como Karl-Heinz Wiegels. - Lucas Englander como Daniel-Henry Kahnweiler. - Simon Buret como Jean Cocteau. - Sofia Doniants como Olga Khokhlova. - Nicola Perot como Ubaldo Oppi. - Tom Cullen como Luc Simon. - Zachary Fall como Paulo Picasso. - Michael Gor como Sergei Diaghilev. - Margaux Chatelier como Geneviève Laporte. - Dimitri Leonidas como Kostas Axelos. - Ed Stoppard como Paul Éluard. - Vincent Londez como André Breton. - Valentina Bellé como Jacqueline Roque. - Emile Feltesse como Jean Renoir. - Sand Van Roy como Florelle. - Michael McElhatton como Jonas Salk. - Luis Soto como Eugenio Arias. - Andrew Buchan como Henri Matisse. |

### 3.ª temporada: Aretha Franklin
- Cynthia Erivo como Aretha Franklin
  - Shaian Jordan como Little Re (Joven Aretha).[5]
- Courtney B. Vance como C. L. Franklin.[6]
- David Cross como Jerry Wexler.
- Malcolm Barrett como Ted White.
- Patrice Covington como Erma Franklin.
- Kimberly Hébert Gregory como Ruth Bowen.
- Rebecca Naomi Jones como Carolyn Franklin.

#### Recurrente
| - Pauletta Washington como Rachel Franklin. - Collete L. Coward como mano derecha de Aretha. - Aubriana Davis como Joven Erma. - Steven G. Norfleet como Cecil Franklin. - Bri'anna Harper como Little Re singing double. - Sydney Hunter como Joven Carolyn. - Tina Fears como Clara Ward. - Antonique Smith como Barbara Franklin. - Marque Richardson como King Curtis. | - Braelyn Edwards como Clarence. - Tyler Richardson como Edward. - Tyler Richardson como Edward. - Omar J. Dorsey como James Cleveland. - Tip "T.I." Harris como Ken Cunningham. - Jerren Jackson como Little Teddy. - Willie Repoley como Tom Dowd. - Drake Strickland como Joven Cecil. - Luke James como Glynn Turman. |

### 4.ª temporada: MLK/X
- Kelvin Harrison Jr. como Martin Luther King Jr.
  - Jalyn Hall como Martin Luther King Jr. (joven)
- Aaron Pierre como Malcolm X
- Weruche Opia como Coretta Scott King
- Jayme Lawson como Betty Shabazz
- Ron Cephas Jones como Elijah Muhammad
- Gary Carr como Clyde X
- Hubert Point-Du Jour como Ralph Abernathy

#### Recurrente
- Lennie James como Martin Luther King Sr.
- LisaGay Hamilton como Alberta Williams King
- Ashley Romans como Ella Mae
- Donal Logue como Strom Thurmond
- Griffin Matthews como Bayard Rustin

## Episodios
| Temporada | Temporada | Episodios | Episodios | Lanzamiento original | Lanzamiento original  | Lanzamiento original |
| Temporada | Temporada | Episodios | Episodios | Primera emisión      | Última emisión        | Cadena               |
| --------- | --------- | --------- | --------- | -------------------- | --------------------- | -------------------- |
|           | 1         | 10        | 10        | 25 de abril de 2017  | 20 de junio de 2017   | National Geographic  |
|           | 2         | 10        | 10        | 24 de abril de 2018  | 19 de junio de 2018   | National Geographic  |
|           | 3         | 8         | 8         | 21 de marzo de 2021  | 24 de marzo de 2021   | National Geographic  |
|           | 4         | 8         | 8         | 1 de febrero de 2024 | 22 de febrero de 2024 | National Geographic  |

### Temporada 1:Einstein(2017)
| N.º en serie | N.º en temp. | Título                     | Dirigido por | Escrito por                                             | Fecha de lanzamiento original |
| ------------ | ------------ | -------------------------- | ------------ | ------------------------------------------------------- | ----------------------------- |
| 1            | 1            | «Episode 1» «Episodio 1»   | Ron Howard   | Historia de: Noah Pink y Ken Biller Guion de: Noah Pink | 25 de abril de 2017           |
| 2            | 2            | «Episode 2» «Episodio 2»   | Minkie Spiro | Angelina Burnett                                        | 2 de mayo de 2017             |
| 3            | 3            | «Episode 3» «Episodio 3»   | Minkie Spiro | Mark Lafferty                                           | 9 de mayo de 2017             |
| 4            | 4            | «Episode 4» «Episodio 4»   | Kevin Hooks  | Noah Pink                                               | 16 de mayo de 2017            |
| 5            | 5            | «Episode 5» «Episodio 5»   | Kevin Hooks  | Raf Green                                               | 23 de mayo de 2017            |
| 6            | 6            | «Episode 6» «Episodio 6»   | James Hawes  | Brian Peterson                                          | 30 de mayo de 2017            |
| 7            | 7            | «Episode 7» «Episodio 7»   | James Hawes  | Kelly Souders                                           | 6 de junio de 2017            |
| 8            | 8            | «Episode 8» «Episodio 8»   | Ken Biller   | Angelina Burnett & Francesca Butler                     | 13 de junio de 2017           |
| 9            | 9            | «Episode 9» «Episodio 9»   | Ken Biller   | Raf Green & Ken Biller                                  | 20 de junio de 2017           |
| 10           | 10           | «Episode 10» «Episodio 10» | Ken Biller   | Mark Lafferty                                           | 20 de junio de 2017           |

### Temporada 2:Picasso(2018)
| N.º en serie | N.º en temp. | Título                     | Dirigido por   | Escrito por                      | Fecha de lanzamiento original |
| ------------ | ------------ | -------------------------- | -------------- | -------------------------------- | ----------------------------- |
| 11           | 1            | «Episode 1» «Episodio 1»   | Ken Biller     | Ken Biller                       | 24 de abril de 2018           |
| 12           | 2            | «Episode 2» «Episodio 2»   | Ken Biller     | Ken Biller                       | 24 de abril de 2018           |
| 13           | 3            | «Episode 3» «Episodio 3»   | Kevin Hooks    | Brian Peterson & Kelly Souders   | 1 de mayo de 2018             |
| 14           | 4            | «Episode 4» «Episodio 4»   | Kevin Hooks    | Raf Green                        | 8 de mayo de 2018             |
| 15           | 5            | «Episode 5» «Episodio 5»   | Laura Belsey   | Noah Pink                        | 15 de mayo de 2018            |
| 16           | 6            | «Episode 6» «Episodio 6»   | Laura Belsey   | Matthew Newman                   | 22 de mayo de 2018            |
| 17           | 7            | «Episode 7» «Episodio 7»   | Greg Yaitanes  | Wendy Riss                       | 29 de mayo de 2018            |
| 18           | 8            | «Episode 8» «Episodio 8»   | Greg Yaitanes  | Stephanie K. Smith               | 5 de junio de 2018            |
| 19           | 9            | «Episode 9» «Episodio 9»   | Mathias Herndl | Raf Green & Ali Gordon-Goldstein | 12 de junio de 2018           |
| 20           | 10           | «Episode 10» «Episodio 10» | Mathias Herndl | Matthew Newman & Noah Pink       | 19 de junio de 2018           |

### Temporada 3:Aretha(2021)
| N.º en serie | N.º en temp. | Título                             | Dirigido por      | Escrito por                                                                       | Fecha de lanzamiento original |
| ------------ | ------------ | ---------------------------------- | ----------------- | --------------------------------------------------------------------------------- | ----------------------------- |
| 21           | 1            | «Respect»                          | Anthony Hemingway | Suzan-Lori Parks                                                                  | 21 de marzo de 2021           |
| 22           | 2            | «Until The Real Thing Comes Along» | Neema Barnette    | Historia de: Suzan-Lori Parks y Diana Son Guion de: Diana Son                     | 21 de marzo de 2021           |
| 23           | 3            | «Do Right Woman»                   | Neema Barnette    | Nathan Louis Jackson, Suzan-Lori Parks & Diana Son                                | 22 de marzo de 2021           |
| 24           | 4            | «Unforgettable»                    | Bille Woodruff    | Historia de: Gwendolyn M. Parker & Suzan-Lori Parks Guion de: Gwendolyn M. Parker | 22 de marzo de 2021           |
| 25           | 5            | «Young, Gifted and Black»          | Anthony Hemingway | Suzan-Lori Parks                                                                  | 23 de marzo de 2021           |
| 26           | 6            | «Amazing Grace»                    | Anthony Hemingway | Becky Mode                                                                        | 23 de marzo de 2021           |
| 27           | 7            | «Chain of Fools»                   | Anthony Hemingway | Suzan-Lori Parks                                                                  | 24 de marzo de 2021           |
| 28           | 8            | «No One Sleeps»                    | Anthony Hemingway | Suzan-Lori Parks                                                                  | 24 de marzo de 2021           |

### Temporada 4:MLK/X(2024)
| N.º en serie | N.º en temp. | Título                     | Dirigido por             | Escrito por                            | Fecha de lanzamiento original |
| ------------ | ------------ | -------------------------- | ------------------------ | -------------------------------------- | ----------------------------- |
| 29           | 1            | «Graduation»               | Channing Godfrey Peoples | Jeff Stetson                           | 1 de febrero de 2024          |
| 30           | 2            | «Who We Are»               | Marta Cunningham         | Raphael Jackson, Jr. y Damione Macedon | 1 de febrero de 2024          |
| 31           | 3            | «Protect Us»               | Marta Cunningham         | Raphael Jackson, Jr. y Damione Macedon | 8 de febrero de 2024          |
| 32           | 4            | «Watch the Throne»         | Crystle Roberson         | Maria Warith-Wade                      | 8 de febrero de 2024          |
| 33           | 5            | «Matriarchs»               | Crystle Roberson         | Sigrid Gilmer                          | 15 de febrero de 2024         |
| 34           | 6            | «The American Promise»     | Crystle Roberson         | Marta Gene Camps                       | 15 de febrero de 2024         |
| 35           | 7            | «The Sword and the Shield» | Director X               | Quran Squire                           | 22 de febrero de 2024         |
| 36           | 8            | «Can You Imagine»          | Director X               | Maria Warith-Wade                      | 22 de febrero de 2024         |

## Producción

### Casting
Para la primera temporada, en agosto de 2016, se anunció que Geoffrey Rush y Johnny Flynn protagonizarían la serie como Albert Einstein. Además, se informó que Emily Watson también protagonizaría la serie y que Michael McElhatton, Seth Gabel, Samantha Colley, Richard Topol y Vincent Kartheiser se habían unido al elenco. Para la segunda temporada, el 6 de septiembre de 2017, se anunció que Antonio Banderas la protagonizaría como Pablo Picasso. El 2 de noviembre de 2017 se informó que Alex Rich coprotagonizaría la serie compartiendo el papel principal de Picasso. Se informó además que Clémence Poésy, Robert Sheehan, Poppy Delevingne, Aisling Franciosi y Sebastian Roché también se unieron al elenco y que Samantha Colley, T. R. Knight, Seth Gabel y Johnny Flynn regresaban de la primera temporada en nuevos papeles.

### Rodaje
La fotografía principal de la primera temporada tuvo lugar a mediados de 2016 en Praga. El rodaje de la segunda temporada comenzó en noviembre de 2017 en Málaga y se esperaba que se desarrollara durante más de cinco meses en varias ciudades del mundo, incluidas Barcelona, París y Budapest. El rodaje de la tercera temporada estaba previsto que comenzara en noviembre de 2019, para su estreno a principios de 2020. En marzo de 2020, la producción fue paralizada debido a la pandemia de COVID-19. La producción se reanudó el 1 de octubre de 2020.

### Música
La mayor parte de la música de Franklin en la tercera temporada fue grabada por Cynthia Erivo. Sin embargo, los productores no pudieron obtener los derechos para utilizar las canciones más importantes de Franklin, "Respect" y "(You Make Me Feel Like) A Natural Woman".

## Recepción
| Temporada | Temporada | Rotten Tomatoes   | Metacritic       |
| --------- | --------- | ----------------- | ---------------- |
|           | 1         | 84% (31 críticas) | 65 (20 críticas) |
|           | 2         | 57% (23 críticas) | 52 (9 críticas)  |
|           | 3         | 71% (34 críticas) | 67 (10 críticas) |
|           | 4         | 73% (11 críticas) | 52 (8 críticas)  |

La primera temporada ha recibido críticas positivas en su mayoría. En la reseña del sitio web agregador Rotten Tomatoes, la serie tiene un índice de aprobación del 83 %, basado en 29 revisiones. En Metacritic, la serie tiene una puntuación de 65 sobre 100, sobre la base de 20 reseñas, lo que indica «generalmente las críticas favorables».
El columnista de Ciencia Dennis Overbye, de The New York Times, describió la serie como un «thriller psicológico tenso, lleno de melodrama político y romántico». Overbye señaló además que el propio Einstein, escribiendo a su hermana, escribió: «Una vida como la mía, no habría necesidad de novelas». Según Hillary Busis de Vanity Fair, la película muestra: «Einstein en el trabajo... se asoma a la tumultuosa vida amorosa del über-genio (monogamia, Él cree, «no es natural»)... su emigración forzada a los Estados Unidos...». Busis cita al productor Ron Howard: «Cuando pasas de sus contribuciones científicas, la historia de vida de Albert —cómo era su juventud, quiénes eran sus amigos, quiénes eran sus enemigos, su tumultuosa vida amorosa— es una historia que la gente no conoce. Creo que las audiencias van a ser remachadas cuando contamos esta ambiciosa y reveladora historia humana detrás del brillo científico de Einstein».